# Facultad Nacional de Salud Pública (Universidad de Antioquia)
La Facultad Nacional de Salud Pública "Héctor Abad Gómez" es una unidad académica de la Universidad de Antioquia -UdeA-, fundada en 1964, se encuentra ubicada en el bloque 33 del Área de la Salud en la ciudad de Medellín, Colombia. Se dedica al estudio, producción y aplicación del conocimiento de la salud pública para la formación integral de profesionales. Además, desarrolla programas académicos de formación en pregrado y posgrado y promueve actividades de investigación, docencia y extensión.

## Historia
La Facultad de Salud Pública tiene sus orígenes a principios del siglo XX, cuando el tema de salud pública comienza a tener más relevancia. En 1909 se crea la cátedra de Higiene en la Facultad de Medicina de la Universidad de Antioquia. Se dictaba como parte del curso de patología General, hablando de prevención de enfermedades y promoción de la salud. El primer profesor fue el Dr. Alfonso Castro; escritor, médico ilustre y Secretario de Higiene Departamental. También fue profesor el Dr. Jesús María Duque, fundador de la primera pasteurizadora de leche en Colombia, fundó el primer auspicio de niños y el primer hospital antituberculoso de Medellín con el nombre "La María" localizado en el barrio Castilla. Otro profesor de la cátedra de higiene para aquella época, fue el Dr. Leopoldo Hincapié, uno de los fundadores de la Academia de Medicina de Medellín, discípulo de Pasteur y quien realiza la primera apendicectomía en Antioquia. 
La cátedra sufre varias interrupciones, en 1916 se suspende la cátedra y se reabre en 1922, luego en 1947 se vuelve a suspender la cátedra de higiene. 1950 se reinicia la cátedra de Higiene con el Dr. Miguel Gracián, que inicia además la cátedra de bioestadística y que establece un laboratorio biológico y de preparación de vacunas.
En 1956 siendo decano de la Facultad el Dr. Ignacio Vélez Escobar se establece el Departamento de Medicina Preventiva y Salud Pública y se nombra como director al doctor Héctor Abad Gómez, quien venía de ser consultor de la OPS en Washington, Lima y México.
En 1964 se creó la Escuela de Salud Pública como dependencia del Departamento, proyecto conjunto entre el Ministerio de Salud y la Universidad de Antioquia y su fundador, el doctor Abad Gómez, quien fue su primer director. Después, por iniciativa del Ministro de Salud pública, Dr. Santiago Rengifo pasó a ser Escuela Nacional de Salud Pública. Según el testimonio del médico Jaime Borrero Ramírez, la fundación de la Escuela ocurrió de la siguiente forma: “A su lado [de Héctor Abad Gómez] me encontraba también cuando lo llamó Santiago Rengifo Salcedo, el genial y ejecutivo salubrista vallecaucano y por entonces Ministro de Salud, y le preguntó si él era capaz de organizar la Facultad Nacional de Salud Pública en Medellín, pues por motivos de diversa índole esta estaba paralizada en Bogotá. En una semana Abad la tenía andando como una dependencia del Departamento de Medicina Preventiva.”

## Gobierno
La Facultad está administrada por un decano, quien representa al rector en la Facultad y es designado por el Consejo Superior Universitario para períodos de tres años. Existe un Consejo decisorio en lo académico y asesor en los demás asuntos. Está integrado así: el Decano, quien preside, El Vicedecano, quien actúa como Secretario con voz y sin voto, el Jefe del Centro de Investigación, Jefe del Centro de Extensión, los tres jefes de Departamento, un egresado graduado designado por las asociaciones de egresados y que no esté vinculado laboralmente con la Universidad para un período de dos años, un profesor elegido por los profesores de la Facultad en votación universal, directa y secreta para un período de un año y un estudiante elegido por los estudiantes de la misma en votación universal, directa y secreta para un período de un año. El elegido puede cumplir los requisitos del representante estudiantil ante el Consejo Superior

## Programas
Pregrado
Programas profesionales:

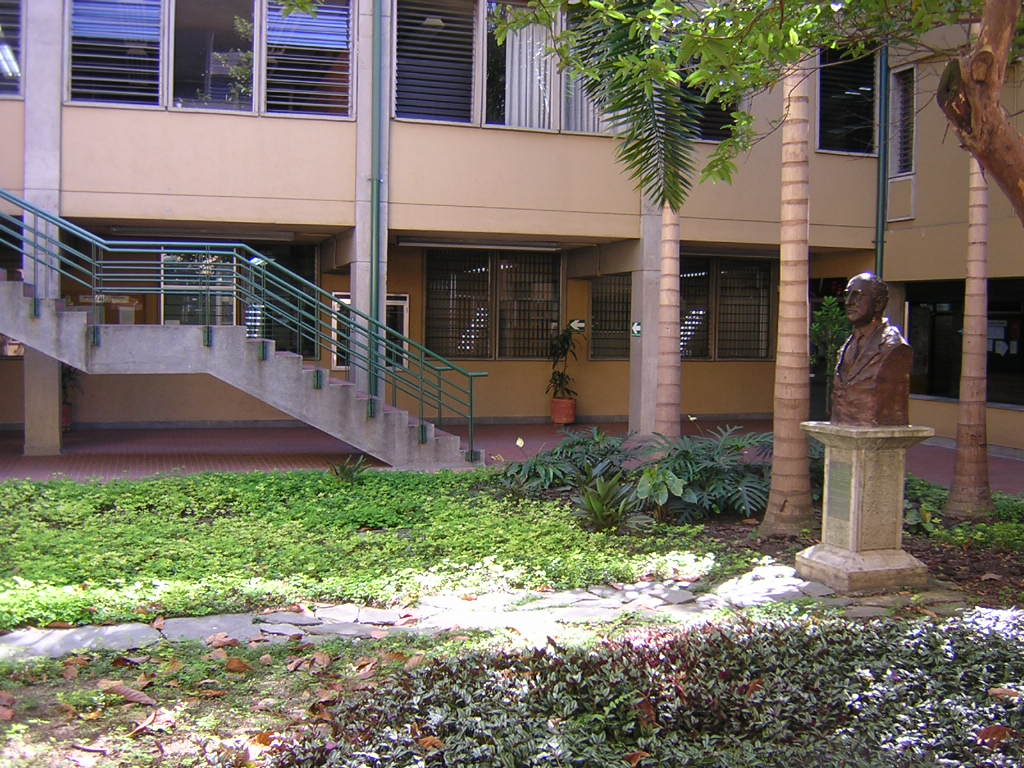
Patio interior de la Facultad.

- Administración Ambiental y Sanitaria
- Administración en Salud
- Gerencia de Sistemas de Información en Salud

Programas tecnológicos:
- Tecnología en Saneamiento Ambiental
- Tecnología en Administración de Servicios de Salud
- Tecnología en Sistemas de Información

Posgrado
Especializaciones:
- Epidemiología
- Auditoría en Salud

Maestrías:
- Epidemiología
- Salud Pública
- Salud Ocupacional
- Salud Mental

Doctorados:
- Salud Pública
- Epidemiología